# Schluckvolumen
Unter Schluckvolumen oder Schluckmenge versteht man in der Fluidtechnik bei Hydraulikmotoren jene Menge an Hydraulikflüssigkeit, die der Hydraulikmotor pro Umdrehung verbraucht. Der Begriff wird in ähnlicher Weise auch bei Wasserturbinen angewendet.
Bei regelbaren Hydraulikmotoren ist das Schluckvolumen variabel. In diesem Fall handelt es sich nicht um Zahnradmotoren. Diese sind nicht regelbar.
Die von einem Hydraulikmotor abgegebene Leistung P ist direkt proportional dem Schluckvolumen V, der Drehzahl n und dem Druckgefälle Δp unter Berücksichtigung der volumetrischen und mechanisch-hydraulischen Wirkungsgrade:
{\displaystyle P=\eta _{vol}\cdot \eta _{mh}\cdot V\cdot n\cdot \Delta p}
Das Produkt aus Schluckvolumen und Drehzahl ergibt den Volumenstrom Q. Das Druckgefälle ist der Unterschied zwischen Druck der zulaufenden Hydraulikflüssigkeit (meistens Pumpendruck) und dem Druck der ablaufenden Hydraulikflüssigkeit (meistens Tankdruck). 